# Constantin Corduneanu (luptător)
Constantin Corduneanu (n. 23 aprilie 1969, Iași, România – d. 15 aprilie 2024) a fost un luptător olimpic rom, specializat în proba de lupte libere, care a participat la Jocurile Olimpice de vară din 1992 și la Jocurile Olimpice de vară din 1996.

## Biografie
Născut într-o familie săracă cu unsprezece copii, Corduneanu a început să practice luptele libere la Clubul Sportiv Nicolina din orașul său natal, Iași.

## Carieră
În timpul carierei active de luptător a activat la Steaua București și Dinamo Brașov, unde a fost subofițer.
Corduneanu s-a retras din activitatea de la lupte libere în 2002, dar înainte de asta devenise liderul unei organizații criminale de tip mafiot din Iași.

## Controverse
În 2015, a avut o melodie dedicată lui și fratelui său, Adrian Corduneanu (cunoscut și ca Adrian Beleaua), intitulată Mafia, care este cântată de Dani Mocanu, cunoscutul cântăreț de manele.
În 2018, el a fost pus sub acuzare alături de Dragoș Cosmin Gradinariu, cunoscut și ca Bombardieru, pentru "constituire a unui grup infracțional organizat, conducerea și finanțarea unor activități ilicite în domeniul drogurilor și trafic ilegal de droguri de mare risc", dar a fost găsit nevinovat de Curtea Supremă a României în 2013.

## Viață personală
Când s-a căsătorit cu cea de-a doua soție, Alina Bogdan, și-a schimbat numele de familie în Bogdan, dar a revenit la vechiul nume de familie după ce au divorțat.

## Decesul
Corduneanu a murit pe 15 aprilie 2024, la vârsta de 54 de ani, din cauza unei intervenții chirurgicale la inimă.